# Leone di san Marco tra i santi Giovanni Battista, Giovanni Evangelista, Maria Maddalena e Girolamo
Il Leone di San Marco tra San Giovanni Battista con San Giovanni Evangelista e Maria Maddalena con San Girolamo è un dipinto olio su tavola (207x510,4 cm) di Cima da Conegliano, conservato alle Gallerie dell'Accademia a Venezia.

## Descrizione
Questo dipinto raffigura al centro il Leone di san Marco, sulla sinistra san Giovanni Battista con san Giovanni Evangelista, sulla destra Maria Maddalena e san Girolamo con il libro.